# ريتش غاردنر
ريتش غاردنر (بالإنجليزية: Rich Gardner)‏ هو لاعب كرة قدم أمريكية أمريكي، ولد في 1 فبراير 1981 في كاربوندال في الولايات المتحدة.

## وصلات خارجية
- ريتش غاردنر على موقع مرجع كرة القدم المحترفة.كوم (الإنجليزية)